# Francis Line
Francis Line (1595 – 15 de novembro de 1675), também conhecido como Linus of Liège, foi um sacerdote jesuíta e cientista, conhecido por inventar um relógio magnético. É notado como um crítico contemporâneo das teorias e obras de Isaac Newton. Também desafiou Robert Boyle e sua lei dos gases.

## Obras
Suas obras são:
- Refutation of the attempt to Square the Circle, London, 1660; on the controversy over Gregory à Vincentio's De quadraturâ Circuli and reply of Christiaan Huyghens.
- Tractatus de Corporum Inseparabilitate, London, 1661. A reply by Gilbert Clerke was published under the title of Tractatus de Restitutione Corporum in quo experimenta Torricelliana et Boyliana explicantur, et Rarefactio Cartesiana defenditur, London, 1662. Another reply was A Defence of the Doctrine touching the Spring and Weight of the Air, proposed by Mr. Robert Boyle, in his new Physico-Mechanical Experiments; against the objections of F. Linus. By the Author of those Experiments, London, 1662.[5]
- A Letter [dated 6 Oct. 1674] animadverting on Newton's Theory of Light and Colors, in Philosophical Transactions, ix. 217.[5] A scientific debate followed, drawing in Anthony Lucas.[6]
- Some Optical Assertions concerning the Rain-bow, transmitted from Liege, where they were publicly discussed in August last: Delivered here in the same Language [Latin], wherein they were communicated, in Philosophical Transactions, 26 Sept. 1675, x. 386.
- A Treatise on the Barometer.
- Tractatus de Horologiis, manuscript, preserved in the library of the university of Liège.